# Helge Lundgren
Helge Lundgren (1. september 1914 - 16. februar 2011) var en dansk civilingeniør, som fik afgørende betydning inden for både teoretisk og praktisk geoteknik og hydraulik, samt havne- og vandbygning, fx ved anlæggelsen af Hanstholm havn i 1960-erne. Han var i mange år tilknyttet Dansk Hydraulisk Institut, som han i sin tid var med til at grundlægge.

## Karriere
Helge Lundgren blev i 1937 civilingeniør fra Danmarks Tekniske Højskole (DTH) og blev samme år magister i matematik fra Københavns Universitet. Hans doktordisputats fra 1949 med titlen Cylindrical Shells blev meget brugt blandt bygningsingeniører, der beskæftiger sig med betonskaller. Efter et studieophold i USA blev Lundgren i 1950 udnævnt til professor ved afdelingen for havnebygning og fundering ved DTH, og samme år blev han, som det på den tid var sædvane, også direktør for Geoteknisk Institut. I de fem år han var direktør voksede Geoteknisk Institut fra nogle få ansatte til omkring 25, og Lundgren indførte gennem sine to sideløbende ansættelser moderne geotekniske principper og beregningsmetoder i Danmark, samt satte sit præg på andre bygningsvidenskabelige discipliner som bygningsstatik, fundering, havnebygning og hydrodynamik. I 1955 overtog Jørgen Brinch Hansen den geotekniske del af Lundgrens professorat samt direktørposten i Geoteknisk Institut, mens Lundgren fortsatte som professor i havnebygning frem til 1984.
Fastlæggelsen af designkriterierne for projekteringen af havnen i Hanstholm er et klassisk eksempel på Lundgrens rationelle, videnskabeligt baserede metoder inden for havne- og vandbygning. Også hans opstilling af en matematisk model til forudsigelse af strømme og vandspejl i Limfjorden i forbindelse med undersøgelserne for kystsikring og besejlingsforhold for Thyborøn kanal var banebrydende.
I 1964 var Lundgren sammen med Torben Sørensen med til at grundlægge Dansk hydraulisk Institut, hvortil han var knyttet helt frem mod årtusindskiftet. Lundgrens matematiske modeller for vandstrømme blev en central kompetence for DHI, som gennem årene har udført en lang række store undersøgelser både i Danmark og udlandet.
Lundgrens evne til at kombinere sin stærke teoretiske begavelse med den praktiske bygningsvidenskab afstedkom mange nærmest geniale ideer. Han var en enestående iværksætter, men også så tilpas rastløs af natur, at en del forskningsprojekter løb ud i sandet samtidig med, at forskningsresultaterne kun af og til blev publiceret, men dog var til stor inspiration for de der arbejdede sammen med ham.

## Vigtige byggeprojekter
- Hanstholm havn 1960-1967[4]

## Eftermæle
På havnen i Hanstholm er Professor Lundgrens Gade opkaldt efter ham.